# Barsuk (Bélgorod)
|  | Per a altres significats, vegeu «Barsuk». |

Barsuk - Барсук (rus) - és un poble de l'óblast de Bélgorod, a Rússia. El 2010 tenia 267 habitants. Pertany al districte (raion) de Novi Oskol.